# Збірна Джибуті з футболу
Збірна Джибуті з футболу — представляє Джибуті на міжнародних турнірах і в товариських матчах з футболу. Організацією яка керує і контролює збірну є Федерація Джибуті з футболу.
Станом на 3 квітня 2025 посідає 192-e місце у рейтингу футбольних збірних світу.

## Виступи наЧемпіонатах світу з футболу
- 1930 до 1998 - Не брала участі
- 2002 - Не пройшла кваліфікацію
- 2006 - Не брала участі
- 2010-2014 - Не пройшла кваліфікацію

## Виступи наКубках африканських націй
- 1957 до 1998 - Не брала участі
- 2000, 2002 - Не пройшла кваліфікацію
- 2004 - Відмовилась від участі
- 2006 - Не брала участі
- 2008 - Відмовилась від участі
- 2010 - Не пройшла кваліфікацію
- 2012-2013 - Не брала участі
- 2015
- 2017
- 2019
- 2021— не пройшла кваліфікацію
- 2023 — не пройшла кваліфікацію